# Marcellin Boule
Marcellin Boule (1. januar 1861 – 4. juli 1942) var en fransk geolog og antropolog, som udførte studier af menneskelige fossiler fra Europa, Nordafrika og Mellemøsten.
Boule rekonstruerede det første fuldstændige Neandertaler skelet i 1908. Boule modtog Wollastonmedaljen i 1933.

## Værker
- Matériaux pour l’histoire des temps quaternaires (tilsammen med Albert Gaudry; 1888-92)
- Géologie et paléontologie de Madagascar (1901)
- Les grands chats quaternaires (1905)
- L’âge des derniers volcans de la France (1906)
- L’homme fossile de la Chapelle-aux-Saints, Corrèze (1908)
- Les hommes fossiles - Éléments de paléontologie humaine, Paris, Forlag: Masson et cie. (1921)